# Apletodon bacescui
Apletodon bacescui is een straalvinnige vissensoort uit de familie van de schildvissen (Gobiesocidae). De wetenschappelijke naam van de soort is voor het eerst geldig gepubliceerd in 1940 door Murgoci.